# Carrascosa de Abajo
Carrascosa de Abajo bezeichnet einen nahezu verlassenen Ort und eine Gemeinde (municipio) mit nur noch 18 Einwohnern (Stand: 2024) im Südwesten der Provinz Soria in der Autonomen Gemeinschaft Kastilien-León. Zur Gemeinde gehört auch der bereits seit Jahren verlassene Weiler Pozuelo. Die katholische Kirchengemeinde gehört zum Bistum Osma-Soria.

## Lage und Klima
Der Ort Carrascosa de Abajo liegt unweit des nach langanhaltenden oder nach heftigen Regenfällen stark anschwellenden Río Caracena in der Berglandschaft im Südwesten der Provinz Soria in einer Höhe von ca. 1020 m. Die Entfernung zur nordöstlich gelegenen Provinzhauptstadt Soria beträgt ca. 78 km (Fahrtstrecke). Die historisch und kulturell bedeutsamen Kleinstädte El Burgo de Osma und San Esteban de Gormaz sind nur etwa 21 km in nördlicher bzw. 23 km in nordwestlicher Richtung entfernt. Der überaus sehenswerte Bergort Caracena befindet sich nur etwa 5 km südlich. Das Klima ist gemäßigt bis warm; Regen (ca. 500 mm/Jahr) fällt übers Jahr verteilt.

## Bevölkerungsentwicklung
| Jahr      | 1857 | 1900 | 1950 | 2000 | 2017 |
| Einwohner | 301  | 337  | 327  | 39   | 23   |

Die zunehmende Mechanisierung der Landwirtschaft und der daraus resultierende Verlust an Arbeitsplätzen haben in hohem Maße zu dem deutlichen Rückgang der Bevölkerung in der zweiten Hälfte des 20. Jahrhunderts beigetragen.

## Wirtschaft
Die Gemeinde lebte jahrhundertelang ausschließlich vom Getreideanbau (Gerste und Weizen), der hauptsächlich für die Selbstversorgung betrieben wurde; auch Viehhaltung (Schafe, Ziegen, Hühner) fand in geringem Maße statt. Vor allem der Nachbarort Caracena diente als merkantiles, handwerkliches und kulturelles Zentrum für die inzwischen zumeist verschwundenen Dörfer, Weiler und Einzelgehöfte in seiner Umgebung. Heute spielt die Landwirtschaft immer noch die wichtigste Rolle, doch sind auch geringfügige Einnahmen aus dem Tourismus (Vermietung von Ferienwohnungen) zu verzeichnen.

## Geschichte
Nach der arabisch-maurischen Eroberung entvölkerten sich weite Gebiete im Norden der Iberischen Halbinsel. Im 10. Jahrhundert begann unter dem kastilischen Grafen Gonzalo Téllez die in der zweiten Hälfte des 11. Jahrhunderts unter Alfons VI. vollendete Rückeroberung (reconquista) Altkastiliens, die in der Einnahme der etwa 200 Kilometer weiter südwestlich gelegenen Stadt Toledo im Jahr 1085 ihren vorläufigen Höhepunkt fand. In dieser Zeit wurde Carrascosa von Siedlern aus dem christlichen Norden neu- oder wiederbesiedelt (repoblación).

## Sehenswürdigkeiten

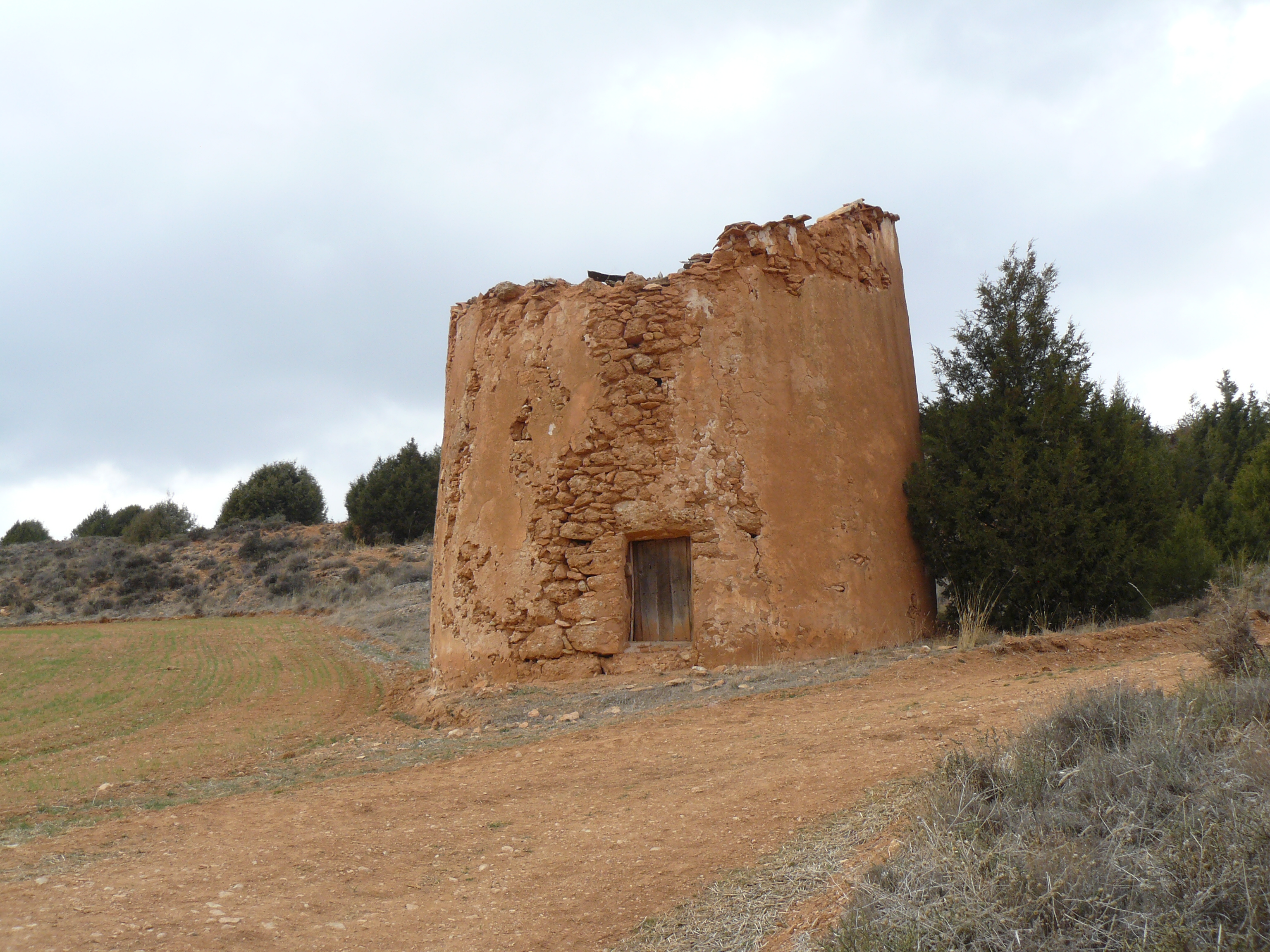
Stumpf einer Windmühle

- Die Pfarrkirche San Pedro ist ein schmuckloser, mit Ausnahme der Ecksteine aus Bruchsteinen (mampostería) errichteter Bau aus dem 17. Jahrhundert, der anstelle einer baufällig gewordenen romanischen Kirche errichtet wurde, aus der nur noch das steinerne Taufbecken und eine geschnitzte Marienfigur erhalten sind. Die Westseite wird von einem Glockengiebel (espadaña) überhöht; der Eingang findet sich – wie in der Region üblich – auf der Südseite.
- In der Umgebung des Ortes befinden sich eine mittelalterliche Brücke sowie die Überreste einer Windmühle sowie die mehrerer runder Taubenhäuser (palomares) mit schrägem Dach. Außerdem existieren einige rückwärtig in das von Erde durchsetzte Felsgestein gegrabene Keller (bodegas), in denen sommers wie winters eine annähernd gleichmäßige Temperatur von etwa 10 bis 15 °C herrschte.
- Ein Wachturm (atalaya) aus maurischer Zeit ist ebenfalls in sehr schlechtem Erhaltungszustand.
- Nahe dem Ortseingang befindet sich eine Tropfsteinhöhle (Cueva de los Niños).